# Weydig
Weydig (lb. Weydeg) – wieś (Uertschaft) we wschodnim Luksemburgu, w kantonie Grevenmacher, w gminie Biwer. Do 3 października 2015 miejscowość leżała w dystrykcie Grevenmacher. Liczy 21 mieszkańców (1 stycznia 2023).